# King of Prussia
King of Prussia (en español: Rey de Prusia) es un lugar designado por el censo ubicado en el condado de Montgomery en el estado estadounidense de Pensilvania. En el año 2000 tenía una población de 18,511 habitantes y una densidad poblacional de 850.4 personas por km².

## Demografía
Según la Oficina del Censo en 2000 los ingresos medios por hogar en la localidad eran de $62,012 y los ingresos medios por familia eran $75,882. Los hombres tenían unos ingresos medios de $50,803 frente a los $37,347 para las mujeres. La renta per cápita para la localidad era de $32,070. Alrededor del 1.6% de la población estaba por debajo del umbral de pobreza.